# Bischofskonferenz von England und Wales

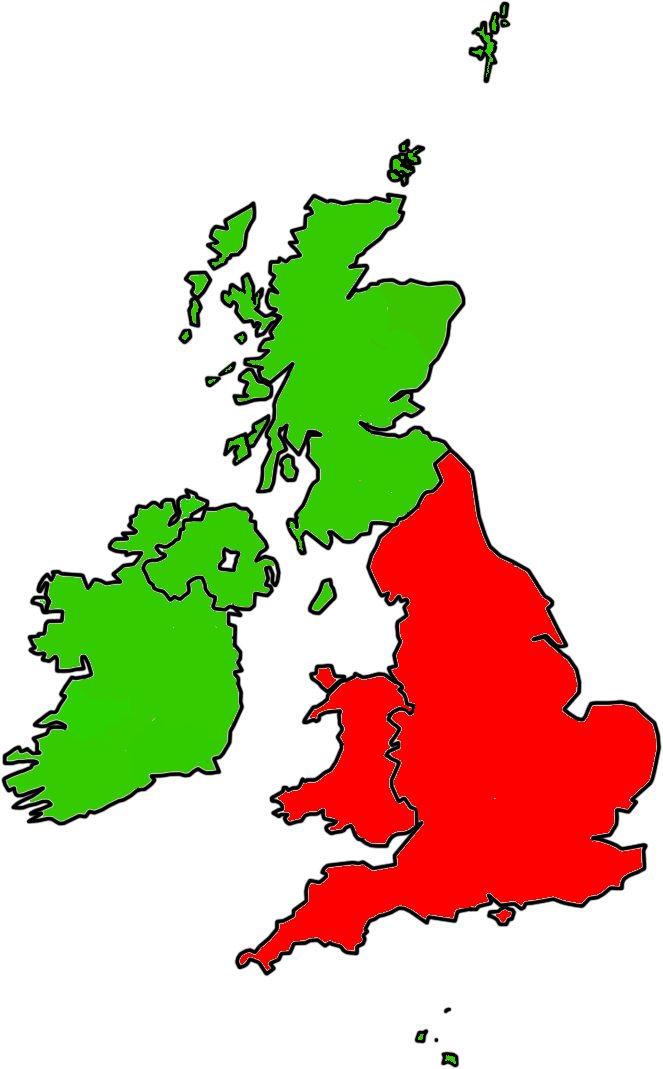
England und Wales (rot)

Wappen

Die Bischofskonferenz von England und Wales (englisch Catholic Bishops’ Conference of England and Wales; kurz: CBCEW) ist eine ständige Versammlung der katholischen Bischöfe von England und Wales. Sie ist Mitglied im Rat der europäischen Bischofskonferenzen. Neben ihr bestehen in der römisch-katholischen Kirche im Vereinigten Königreich noch zwei weitere Bischofskonferenzen: die Schottische Bischofskonferenz und die Irische Bischofskonferenz, die außer Nordirland auch die Republik Irland umfasst.

## Statuten
Die Statuten nennen folgende Aufgaben der Bischofskonferenz:
- Bewahrung der Einheit und Verkündigung des Evangeliums an die Katholiken in England und Wales
- Durchführung der Versammlungen, Arbeit im Sekretariat und den Kommissionen der Bischofskonferenz
- Gegenseitige Hilfe und Unterstützung in der Arbeit der Diözesanbischöfe
- Förderung des Zusammenhalt der Bischöfe und Darstellung des „Zeugnis Gottes“ für die Christen und andersgläubigen Menschen in England und Wales
- Pflege der Zusammenarbeit mit den Kirchen anderer Nationen und Kontakte mit den Bischöfen der universalen Kirche

## Arbeitsweisen
Die Bischöfe treffen sich im Jahr zweimal um die bevorstehenden Entscheidungen für die nationalen Ebenen zu bearbeiten und darüber zu beraten. In der Regel trifft man sich zu den einwöchigen Konferenzen zu Ostern und im Herbst. Die Bischöfe leiten die einzelnen Ausschüsse und delegieren die Aufgaben an die einzelnen Abteilungen innerhalb der Ausschüsse. Die Verwaltung der Bischofskonferenz wird durch die finanziellen Bezuschussungen der Diözesen sichergestellt.

## Organisation und Zusammensetzung
- Vorsitzender: Vincent Nichols, Erzbischof von Westminster
- Generalsekretär: Christopher Thomas
- Mitglieder:[1] Alle Diözesanbischöfe, Weihbischöfe und emeritierten Bischöfe von England und Wales, der Militärbischof, der Ordinarius des  Personalordinariats Unserer Lieben Frau von Walsingham, der Eparch von London der ukrainisch-katholischen Kirche byzantinischen Ritus, der Eparch von Großbritannien der syro-malabarische Kirche ostsyrischen Ritus, der Präfekt der Apostolischen Präfektur der Falklandinseln und der Bischof des Bistums Gibraltar.

## Kommissionen
- Katholische Erziehung und Gestaltung der Ausbildung
- Christliches Leben und Liturgie
- Christliche Verantwortung, soziale Einrichtungen und deren Arbeit, sowie staatliche Verantwortung
- Dialog für die  Einheit im Glauben und der Kirche
- Evangelisation und Katechese
- Internationale Angelegenheiten und Zusammenarbeit

## Vorsitzende
- William Kardinal Godfrey, Erzbischof von Westminster (1958–1963)
- John Carmel Kardinal Heenan, Erzbischof von Westminster (1963–1975)
- George Patrick Dwyer, Erzbischof von Birmingham (1976–1979)
- Basil Kardinal Hume, O.S.B., Erzbischof von Westminster (1979–1999)
- Cormac Kardinal Murphy-O’Connor, Erzbischof von Westminster (2000–2009)
- Vincent Kardinal Nichols, Erzbischof von Westminster (seit 2009)